# زیردریایی یو-۱۰۶۵
زیردریایی یو-۱۰۶۵ (به انگلیسی: German submarine U-1065) یک زیردریایی است که طول آن ۶۷٫۱۰ متر (۲۲۰ فوت ۲ اینچ) می‌باشد. این زیردریایی در سال ۱۹۴۴ ساخته شد.